# Constance Belle Mare Plage
Constance Belle Mare Plage is een resort aan de oostkust van Mauritius. 
Het strand van Belle Mare Plage is 2km lang en heeft als achterland een tropische tuin van 15 hectare. Daarin staat een laag hotel waarvan de kamers allemaal over de Indische Oceaan uitkijken.

## Golf
Er zijn twee 18-holes golfbanen die in een gebied van 140 hectare liggen. De Legend Golf Course (par 72) werd ontworpen door Hugh Baiocchi en in 1994 geopend. De Links Golf (par 71) werd door Rodney Wright en Peter Alliss ontworpen en in 2002 geopend. 
Marc Farry, een Franse Senior Tour-speler, heeft er in 2001 een golfschool opgericht. Hij heeft er ook voor gezorgd dat het MCB Open werd georganiseerd en dat er goede spelers voor overkwamen. In 2011 werd het MCB Open omgezet in het MCB Tour Championship, waar Tom Lehman de eerste prijs won. 
Ambassadeur
Na afloop van de eerste ronde van het MCB Tour Championship stond Lehman al aan de leiding. Samen met Marc Farry en zijn vouw, Bill Longmuir en Carl Mason werd hij voor een drankje meegenomen naar een catamaran. Tot iedres verbazing werd Farry daar tot ambassadeur van het eiland benoemd door het Bureau voor Toerisme.